# 加利福尼亚州众议院
加利福尼亚州众议院（英語：California State Assembly），簡稱加州眾院，是美国加利福尼亞州議會的下議院，共有80名议员，每届任期2年。現任眾議院議長是民主黨籍的羅伯特·里瓦斯，於2023年6月30日上任。